# Лебсак, Ирина Маратовна
Ирина Маратовна Лебсак (9 июля 1963 г рож. Павлодар, Казахская ССР, СССР) — казахстанская  актриса кино и театра. Народная артистка Казахстана (2024), заслуженный деятель Казахстана (2008). Лауреат Государственный премии Республики Казахстана (2002). 

## Биография
- 1984 Окончила Аркалыкский пединститут
- 1988 Окончила Алма-Атинский государственный театрально-художественный институт
- С 1988 актриса  Русского театра драмы имени М. Ю. Лермонтова.

## Роли в театре
Данные на 2019 год:
- М. Поли - Жижи (Страсти на Лазурном Берегу) - Жижи Трахос;
- Э. де Филиппо - Филумена - Филумена;
- Ф. Гарсиа Лорка - Андалузское проклятие (Дом Бернарды Альбы) - Мария Юзефа;
- В. Шекспир - Ромео и Джульетта - Синьора Капулетти;
- Н. Гоголь - Ревизор - Анна Андреевна;
- Л. Разумовская - Что хочет женщина... - Валентина;

Архив
- А. Чехов - ДЯДЯ ВАНЯ - Елена Андреевна
- А. Чехов - ИВАНОВ - Анна Петровна
- Ж-Ж. Брикер и М. Ласег - МУЖСКОЙ РОД, ЕДИНСТВЕННОЕ ЧИСЛО - Жасант
- М. Горький - НА ДНЕ - Василиса Карповна
- Д. Исабеков - СЕТИ ДЬЯВОЛА - Елена
- А. Островский - ТАЛАНТЫ И ПОКЛОННИКИ - Александра Николаевна
- Г. Фигейредо - ЭЗОП - Клея
- Р. Ибрагимбеков - ИЩУ ПАРТНЕРА ДЛЯ НЕЧАСТЫХ ВСТРЕЧ - Она

## Роли в кино
- 2014 Нархоз (сериал, Казахстан) - тетя Люба, буфетчица, мама Яны
- 2011 Ликвидатор (Казахстан) - психолог
- 2011 Город "А" (Казахстан)
- 2009 Сделка - Незнакомка, (режиссёр - Артём Ганцев, (Казахстан, к/м)
- 2006 Потерянный рай (Казахстан)
- 2003 Каждый взойдет на Голгофу (сериал, Казахстан, Россия) - Яна
- 2001-2003 Саранча (сериал, Казахстан) - Евгения, жена Левы, дочь Гордея
- 1996-2000 Перекресток (сериал, Казахстан) - Лаура, возлюбленная Джохи (с 410-й серии)
- 1991 Полёт стрелы

## Награды и звания
- 2001 — Почётная грамота Республики Казахстана.
- 2002 — Государственная премия Республики Казахстан в области литература и искусства за роль спектакль «Эзоп»;[1]
- 2008 — Заслуженный деятель Казахстана;[2]
- 2014 — Национальная премия «Человек года — Алтын Адам»;
- 2022 — Указом президента РК награждена орденом «Парасат»;
- 2024 (23 октября) — присвоено почётное звание «Народный артист Казахстана».[3]

## Личная жизнь
- Муж —  директор Русский театр драмы имени М. Ю. Лермонтова, заслуженный деятель Казахстана Юрий Якушев